# 穂見神社 (韮崎市旭町)
穂見神社（ほみじんじゃ）は、山梨県韮崎市旭町上条南割に所在する神社。式内社論社で旧村社。別称に苗敷山権現。
祭神は天之底立命・国之常立命・豊受姫命。

## 歴史

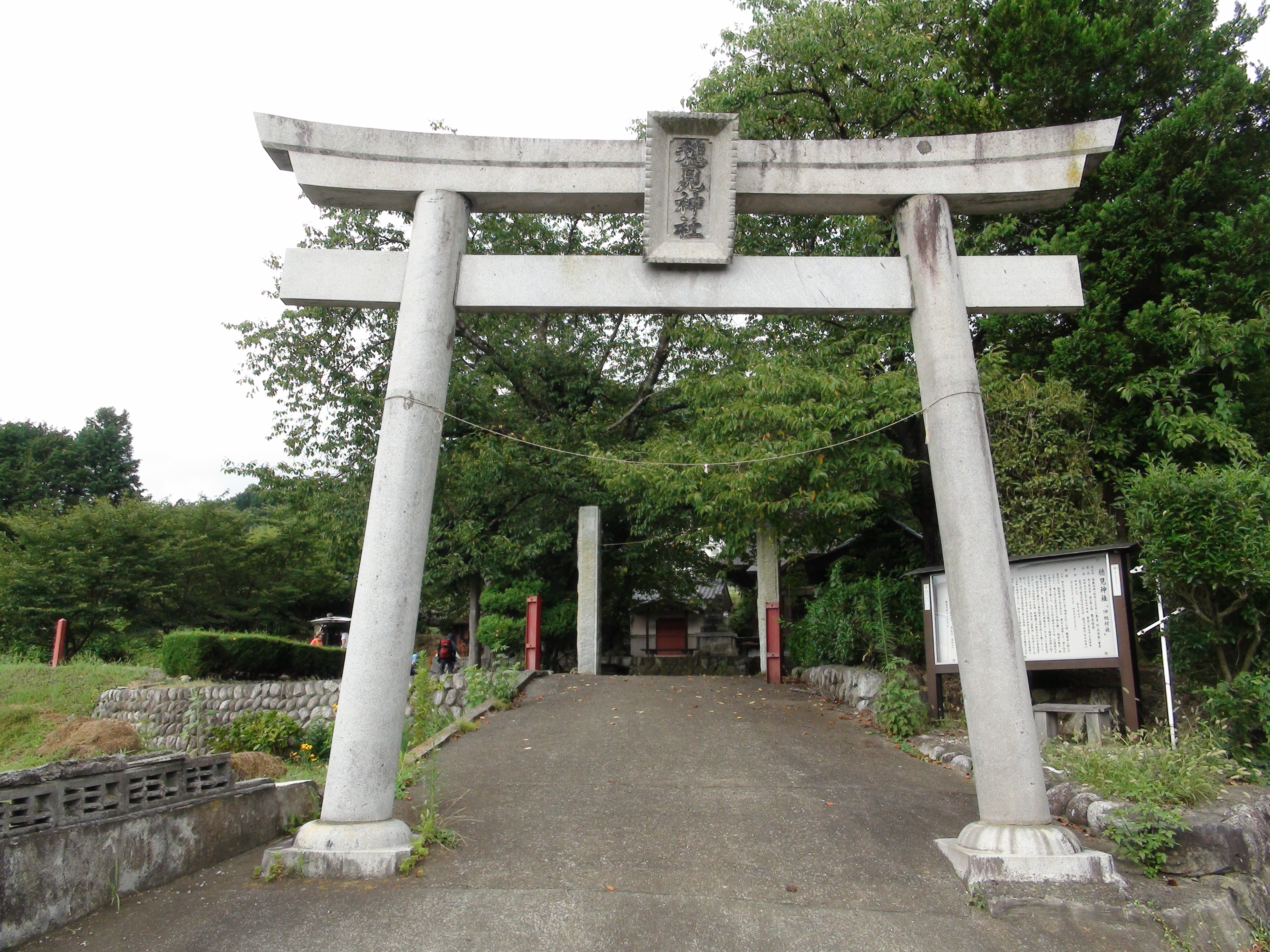
鳥居

標高1037メートルの苗敷山（旭山）山頂に本宮（奥宮）が、苗敷山東麓に里宮が所在する。里宮が所在する韮崎市旭町上条南割は甲府盆地の西端に位置する。釜無川右岸の段丘上に立地し、南には御勅使川が流れる。
所在する韮崎市旭町上条南割は甲府盆地西部に位置する。中世には甘利荘に属し、近世には上条南割村が成立する。苗敷山は標高1032メートルで、江戸時代には信仰の山として栄えたという。
『延喜式』神名帳には巨麻郡「穂見神社」が記載され、論社には当社のほかに韮崎市穴山町の穂見神社や南アルプス市高尾の穂見神社がある。古くは苗敷山権現と称し、山頂には別当寺に真言宗苗敷山宝生寺（廃寺）があったと言われ、山門跡や随神門跡、鐘楼跡や客殿・庫裏跡の礎石やテラスが確認され、土師器や墨書土器、緑釉陶器などの出土遺物も見られる。
『甲斐国志』に拠れば、かつては広大な神域を誇っていたが、天正壬午の乱で兵火を被り衰微したという。戦国期には甲斐守護武田氏の庇護を受け、『甲斐国社記・寺記』に拠れば永禄9年（1566年）には棟別銭・普請役を免許されている。また、天正13年（1583年）には徳川家康から社領を安堵されている。
近世には境内に本地仏である虚空蔵菩薩を安置した虚空蔵堂など諸堂が存在した。虚空蔵菩薩は甲府盆地の湖水伝承と関係し、盆地を開拓し苗を敷植し人々に稲作を教えたとする開闢伝承があり、作物の豊穣を願う参詣客が訪れたという。なお、「苗敷山」の山名はこの開闢伝承に因む。
奥宮までの参道には元禄4年（1691年）に整備された丁石が立ち並び、十三丁目地点には寛文4年（1664年）の石鳥居が立つ。現代までに参道は荒廃・付け替えを何度も繰り返しており、後述の学術発掘調査では丁石の多くは発見できておらず、特に四丁目から十八丁目まで連続して発見できていない。また、十三丁目の石鳥居は、現在の参道から少しずれた位置にあり、前後に明瞭な参道の痕跡がないため、当時の参道がどのような経路で鳥居を通過していたかもよく分かっていない。
萩原元克『甲斐名勝志』では苗敷山からの眺望を詠んだ西行の和歌を伝えているが、『甲斐国志』ではこれを確実な根拠のないものとして否定している。

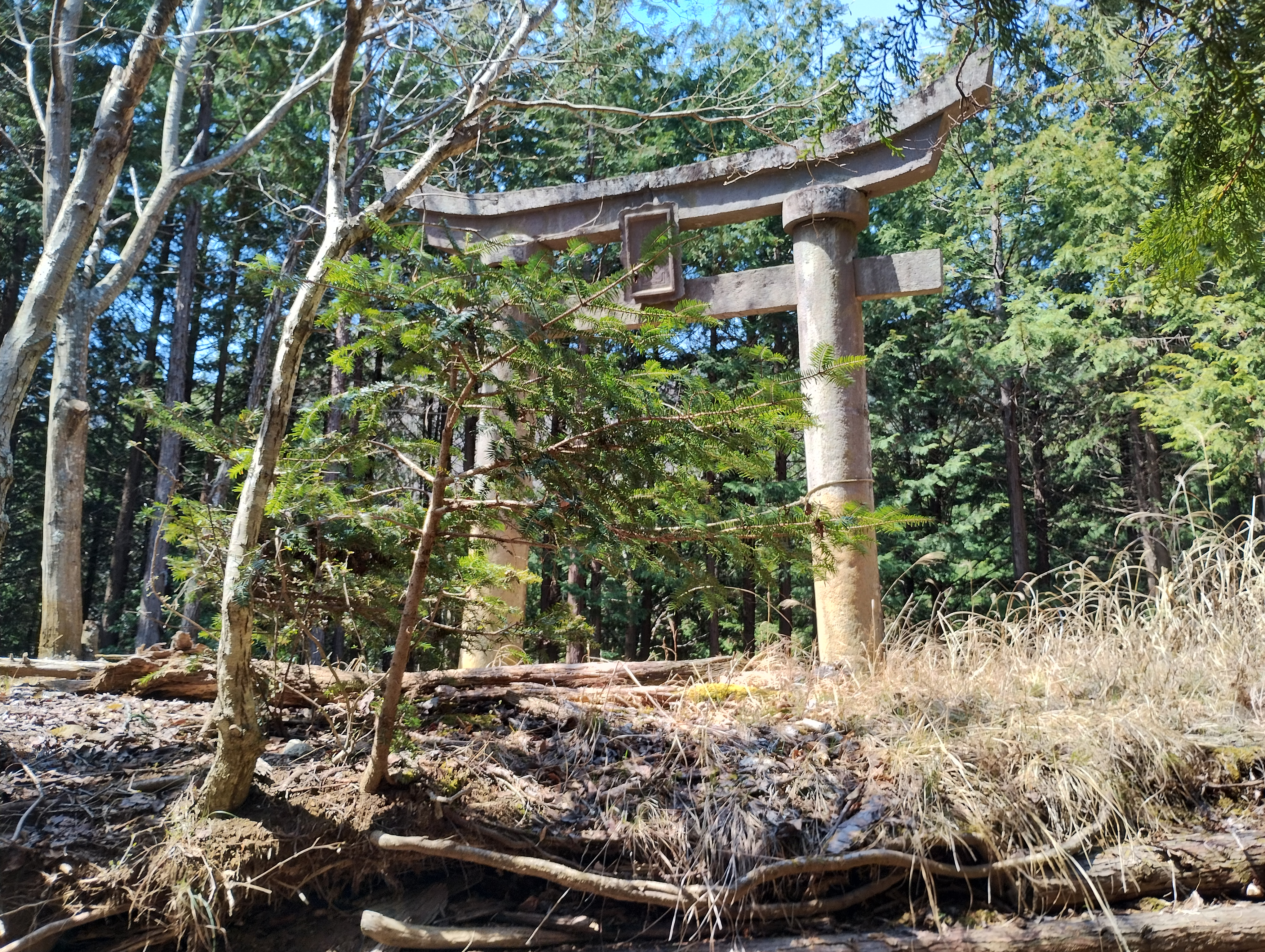
苗敷山奥宮参道十三丁目石鳥居

2001年、苗敷山山頂付近で林道工事を行っているときに古代から中世にかけての遺構が発見された。このことをきっかけに３回の学術的発掘調査が行われ、特に3回目の調査では過去2回の調査結果を踏まえて、里宮から奥宮までの参道、苗敷山山頂一帯の調査が大規模に行われた。3回の調査の結果、平安時代の土師器やかまど跡、竪穴建物跡などが発見されており、麓の荘園である甘利荘成立前後の時代には、すでに祭祀が行われていたことが明らかになった。しかしながら、これらの調査でも鎌倉・室町時代にあたる13世紀から15世紀にかけての遺構や出土品を新たに発見することはなく、この時代の穂見神社奥宮を含む苗敷山一帯の状況はよく分かっていない。発掘調査の結果は、2011年の『苗敷山総合学術調査報告書』にまとめられている。

## 奥宮へのアクセス
里宮から奥宮までは、徒歩で片道1時間半から2時間。現在の参道の大部分は未舗装の林道で、一部が登山道となっている。そのため、登山に準じた装備が望ましい。